# ACT UP
AIDS Coalition Unleash Power (ACT UP) is een internationale groep met als doel de aids-pandemie onder de aandacht te brengen. De groep werkt aan het verbeteren van het leven van mensen met aids door middel van directe actie, medisch onderzoek, behandeling en belangenbehartiging, en werkt aan het veranderen van wetgeving en openbaar beleid.
ACT UP werd in maart 1987 opgericht in het Lesbian and Gay Community Services Center in New York. Larry Kramer werd gevraagd om te spreken en zijn drukbezochte toespraak ging over actie ter bestrijding van aids. Kramer sprak zich uit tegen de huidige toestand van de Gay Men's Health Crisis (GMHC), die hij als politiek onmachtig beschouwde. Kramer was mede-oprichter van de GMHC, maar had in 1983 ontslag genomen uit de raad van bestuur. Volgens Douglas Crimp stelde Kramer het publiek de vraag: "Willen we een nieuwe organisatie starten die zich inzet voor politieke actie?" Het antwoord was "een volmondig ja". Twee dagen later kwamen ongeveer 300 mensen bijeen om ACT UP te vormen.
In oktober 1987, tijdens de Second National March on Washington for Lesbian and Gay Rights, maakte ACT UP New York hun debuut op het nationale podium, als een actieve en zichtbare aanwezigheid in zowel de mars, de hoofdbijeenkomst als tijdens de burgerlijke ongehoorzaamheid in het gebouw van het Amerikaanse Hooggerechtshof de volgende dag. Geïnspireerd door deze nieuwe benadering van radicale, directe actie, keerden verschillende deelnemers terug naar hun eigen stad en vormden aldus lokale ACT UP-afdelingen in Boston, Chicago, Los Angeles, Rhode Island, San Francisco, Washington DC en andere locaties in de Verenigde Staten, en uiteindelijk ook internationaal.

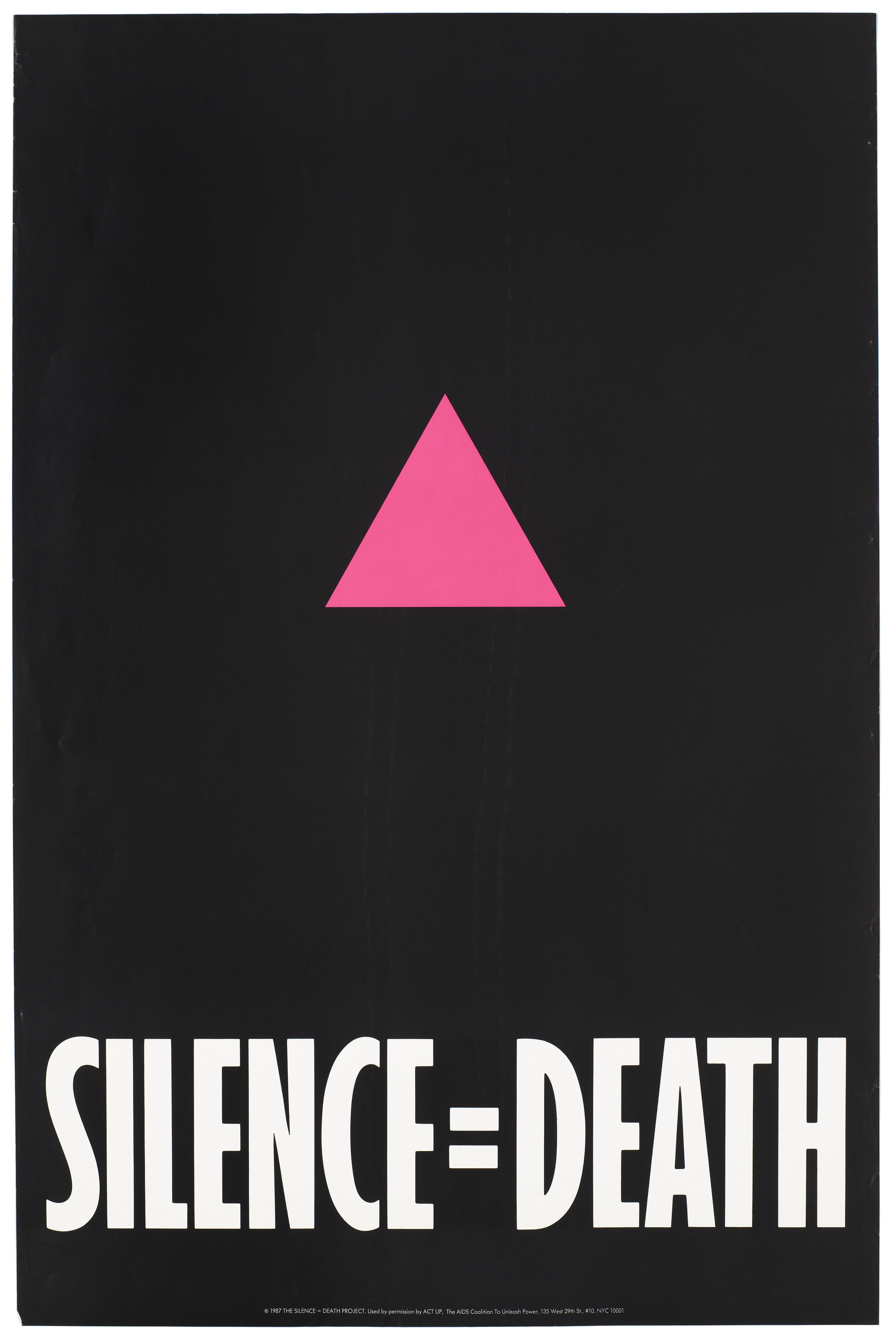
" Silence = Death " poster

## Leden
- Chris Bartlett (activist): lid van ACT UP Philadelphia.
- Spencer Cox: lid van ACT UP New York
- Keith Haring: kunstenaar uit New York wiens Silence = Death- werk later een thema werd dat rond 1987 door ACT UP werd gebruikt
- Marsha P. Johnson: Stonewall-veteraan, lid van ACT UP New York, deelnemer aan acties met ACT UP Boston en MassActOut
- Larry Kramer: toneelschrijver, stichtend lid van Gay Men's Health Crisis, lid van ACT UP New York
- Maria Maggenti: lid van ACT UP New York, filmmaker en documentairemaker, directeur van The Incredibly True Adventure of Two Girls in Love, deelnemer aan het ACT UP Oral History Project [5]
- Michael Petrelis[6]: medeoprichtend lid van ACT UP New York, hielp bij het organiseren van chapters in verschillende steden in het hele land, waaronder het ACT UP Presidential Project; stichtend lid van Queer Nation
- Sarah Schulman: lid van ACT UP New York, directeur van het ACT UP Oral History Project